# Мунсют
Мунсю́т (чув. Мӑнҫут) — деревня в Цивильском районе Чувашской Республики. Входит в состав Игорварского сельского поселения.

## География
Находится в северной части Чувашии на расстоянии приблизительно 11 км на юго-восток по прямой от районного центра города Цивильск.

## История
Известна с 1859 года как околоток села Багильдино-Воздвиженское (ныне Шинеры) с 26 дворами и 253 жителями. В 1897 году был учтен 321 житель, в 1926 — 69 дворов и также 321 житель, в 1939 −343 жителя, в 1979—490. В 2002 году было 170 дворов, 2010—131 домохозяйство. В период коллективизации был образован колхоз «Оборона», в 2010 действовало ЗАО «Цивильское».
В деревне родилась легкоатлетка Олимпиада Иванова.

## Население
Постоянное население составляло 418 человек (чуваши 97 %) в 2002 году, 367 в 2010.